# Niobé (keresztnév)
A Niobé görög mitológiai név, a jelentése bizonytalan.

## Gyakorisága
Az 1990-es években szórványos név, a 2000-es években nem szerepel a 100 leggyakoribb női név között.

## Névnapok
- szeptember 15.[2]

## Híres Niobék
- Niobé, görög mitológiai alak